# Мануйлович Іван Мануїлович
Мануйлович Іван Мануїлович (? — 1740) — Керівник Генеральної канцелярії Першої Малоросійської колегії в 1724—1727 роках, учасник обрання гетьманом Данила Апостола 1 (12) жовтня 1727 року у Глухові, Генеральний осавул Глухівського періоду в історії України в 1728—1738 роках за правління Данила Апостола..

## Родина
Прямий нащадок гетьмана Оліфера Голуба, нащадки якого змінили прізвище. Батько Мануїл (Мануйло) Михайлович Мануйлович був бунчуковим товаришем, а дід Михайло Мануйлович "з Стебльова" - Корсунським полковником (1637) та сотником (з 1638). Батько рано помер, тому мати Івана вийшла заміж за Василя Федоровича Ялоцького (Яловицького), який був Глухівським сотником у 1678—1696 роках.

## Служба

### Початок
В 1711 році Іван Мануйлович отримує звання «Знатний військовий товариш». Два роки — з 1713 до 1714 рр. обіймає посаду Генерального осавула артилерії.
В 1714 році отримує у спадок від вітчима посаду Глухівського сотника.. На цій посаді він перебуває довгі 14 років — до 1728 року.

### Керівництво Генеральною канцелярією
Після арешту в 1724 році гетьмана Павла Полуботка, Мануйлович очолює Генеральну канцелярію Першої Малоросійської колегії (до 1727 року) разом з Іваном Левенцем та Федором Гречаним.
Бере участь в Раді на якій 1 (12) жовтня 1727 року було обрано у Глухові гетьманом Данила Апостола.
28 грудня 1728 року Івана Мануйловича було призначено генеральним осавулом в Уряд гетьмана Данила Апостола. На цій посаді він працював до 14 січня 1738 року. Другим генеральним осавулом був Федір Лисенко.